# María Humphreys
María Elizabeth Humphreys (Punta Cuevas, Puerto Madryn, Chubut, 10 de agosto de 1865-Gaiman, Chubut, 31 de marzo de 1928) fue la primera persona blanca, primera mujer cristiana, y primera argentina descendiente de galeses nacida en el territorio del actual Chubut, Argentina, inmediatamente después de arribar el primer contingente de colonos galeses a la Patagonia. Con su nombre se designaron unas elevaciones donde el padre recibió la noticia, ubicadas entre Madryn y Trelew.

## Biografía

### Primeros años y familia

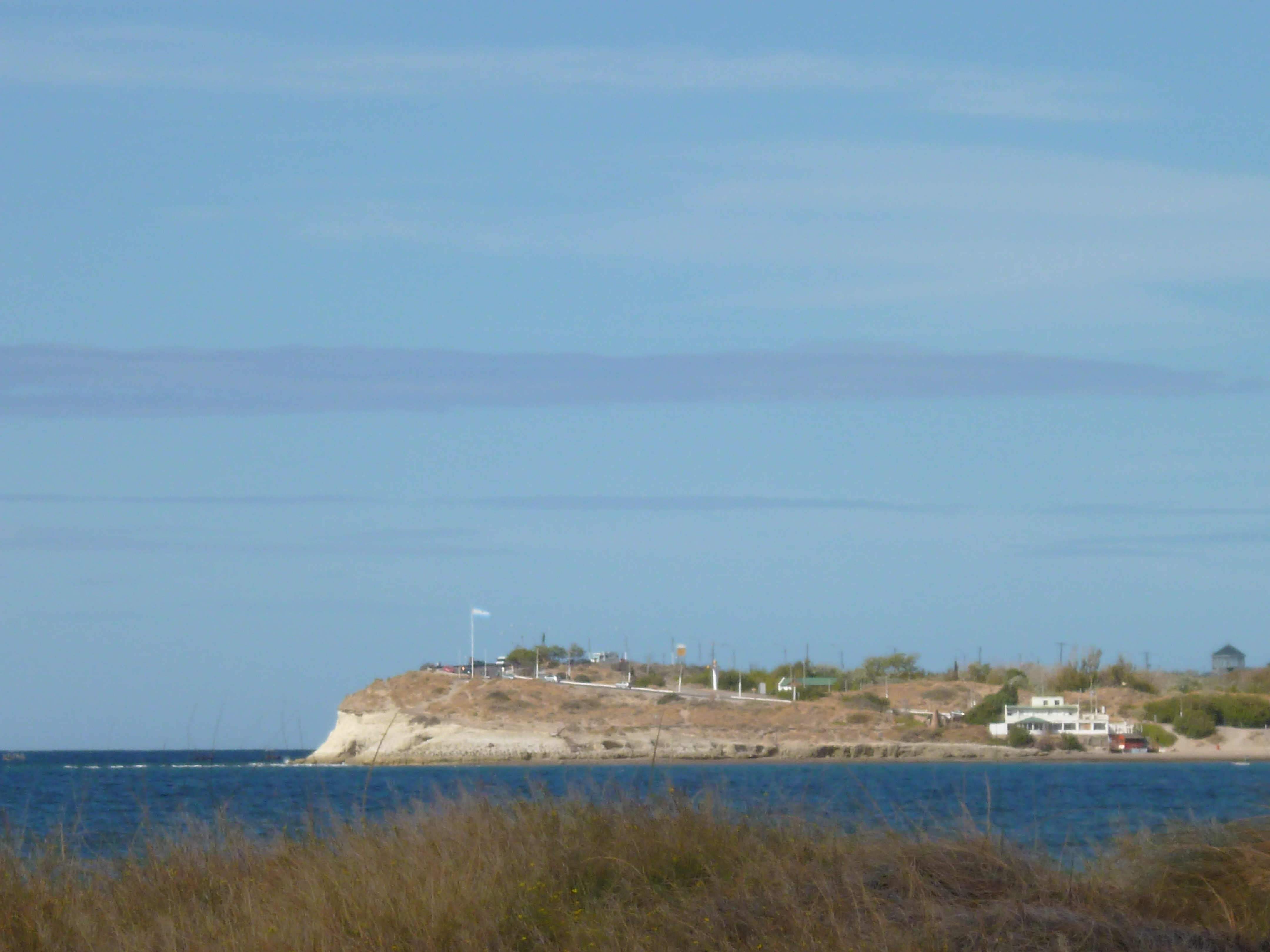
Punta Cuevas, donde nació María.

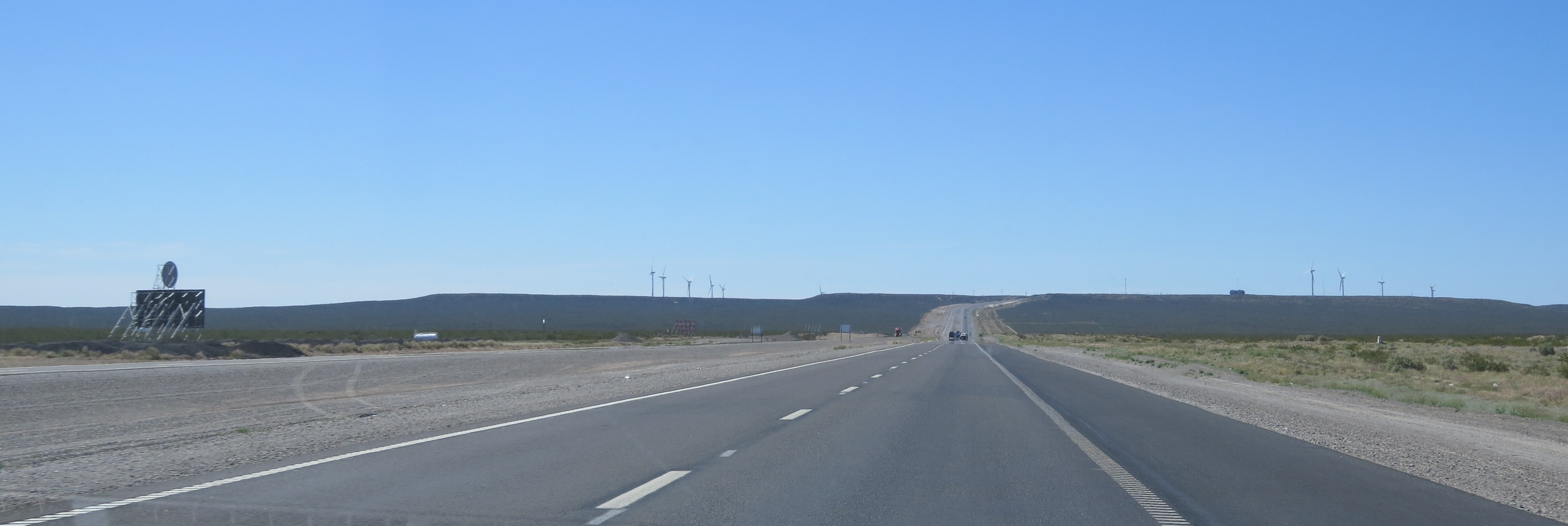
Vista parcial de la Loma María desde el sur.

Su madre era Elizabeth Harriet Adams de Humphreys, nacida en Cilcain, Gales, en 1844. A los 20 años se casó en Liverpool con Morris Humphreys, un carpintero. Un año después quedó embarazada y decidió con su esposo trasladarse a la Patagonia. Al llegar tuvo el privilegio de ser la primera mujer del grupo en pisar tierra patagónica.
El parto debió suceder a campo raso a las tres de la mañana en una playa de la punta Cuevas, al sur de Madryn, y fue nombrada en homenaje a la niña fallecida el día del desembarco del velero Mimosa frente a las costas del Golfo Nuevo (28 de julio), quien también llevaba este nombre. Nació 14 días después de la llegada de los colonos. Su padre se encontraba en el sitio donde se fundaría Rawson. Su tío Lewis, reverendo, era hermano mellizo de su padre, y fue quien bautizó las elevaciones en su honor.
Sus hermanos se llamaron Eduardo, Guillermo y Myffanwy. Se casó en 1887 con Robert Adna Davies y tuvo nueve hijos. Davies había llegado para las obras del Ferrocarril Central del Chubut. Una de sus hijas, Delia, se casó con Jorge Galina, primer gobernador de Chubut como provincia.
Los galeses temían por los tehuelches y al no aparecer durante los primeros días tras su llegada, no creían que llegarían al valle. Cuando tenía pocos meses de edad, María y su madre protagonizaron un hecho peculiar con los indígenas. Un día, Elizabeth estaba en su casa con su pequeña bebé mientras su marido estaba ausente por trabajo. Los indios aparecieron silenciosos mientras Elizabeth estaba distraída en sus actividades cotidianas. No los escuchó llegar y se sintió rodeada por un grupo de ellos, entre ellos el Cacique Francisco acompañado de varias mujeres. Quedó paralizada por miedo y tomó en sus brazos a su bebé. Luego buscó la mirada de la mujer india que estaba con el grupo, caminó hacia ella y le puso a María en los brazos, como prenda de paz. Después de mirarla, la mujer se la devolvió. Hacia entonces, los indígenas nunca habían tenido contacto con los galeses, siendo éste el primer encuentro.

### Adultez
Dedicó gran parte de su vida a la solidaridad, hasta que su artritis lo imposibilitó. Fue muy apreciada por la población local. María es recordada por trabajar para tener un edificio que cubriera a los enfermos, colaborando con la creación del primer hospital de Trelew. Fue presidenta de la Comisión Directiva que se organizó para la concreción del mismo. En dicha ciudad, donde vivía, había instalado una casa de comercio donde acudían gran cantidad de indígenas. Ella se destacó por las relaciones interculturales ya que fue amiga de los tehuelches.
María se dedicó a recibir niños, actuando como partera. Se habla de unos tres mil niños traídos al mundo por ella. También trabajó como enfermera y como médica cuando el titular de la zona se alejaba por alguna circunstancia. Fue socia de la Cruz Roja. Hacia principios del siglo XX se desató en la colonia galesa una epidemia de difteria. María, capitalizando las enseñanzas de sus amigos indígenas, frenó y acabó con la peste gracias a una hierba que le había enseñado a usar una mujer tehuelche. Era un musgo verde grisáceo que crece en las piedras y que traían de los Andes. La noticia llegó hasta Buenos Aires y la Cruz Roja le dio un premio que todavía está en manos de sus descendientes.
Su defunción fue registrada el 31 de marzo de 1928 por razones legales ya que un familiar suyo ejercía como juez de Paz y jefe del Registro Civil de Trelew.

## Galería
|                                                                        |
| Elizabeth Adams de Humphreys, su madre, junto con ella y sus hermanos. |

|                                                                                     |
| Nombre de los padres de María en el monumento del desembarco galés en Punta Cuevas. |

|                                                                |
| Espacio dedicado a María Humphreys en el Museo del Desembarco. |

|                                             |
| Cartel de la Loma María en español y galés. |